# منطقه فنگتای
منطقه فنگتای (به چینی: 丰台区، به پین‌یین: Fēngtái Qū) یک منطقهٔ شهرداری تابع شهر پکن، پایتخت  جمهوری خلق چین است.

## خصوصیات
منطقه فنگتای ۳۰۶ کیلومترمربع مساحت و ۲٬۱۱۲٬۰۰۰ نفر جمعیت دارد.